# Lee Yoo-young
Lee Yoo-young (hangul: 이유영; rr: I Yu-yeong; MR: I Yu-yŏng; nascida em 23 de janeiro de 1995), mais frequentemente creditada na carreira musical apenas como Yooyoung (hangul: 유영) é uma cantora e atriz sul-coreana. Ela é mais conhecida por ser integrante do grupo feminino Hello Venus, formado pela Fantagio Company em 2012.

## Carreira

### Hello Venus
Yooyoung fez realizou integrante como membro do Hello Venus em maio de 2012. Sua primeira apresentação ao vigo com Hello Venus ocorreu no programa musical M Countdown em 10 de maio de 2012 onde elas performaram o single Venus. A partir de sua estréia, Hello Venus lançou cinco outros novos extended plays.

## Filmografia

### Dramas
| Ano  | Título                         | Papel                                    | Notas                                                       |
| ---- | ------------------------------ | ---------------------------------------- | ----------------------------------------------------------- |
| 2012 | Take Care of Us, Captain       | Ela mesma                                | Participação especial com Nara                              |
| 2013 | Wonderful Mama                 | Jang Goeun                               | Papel de apoio                                              |
| 2013 | After School: Luck or Not      | Ela mesma                                | Participação especial com outras integrantes do Hello Venus |
| 2014 | Cunning Single Lady            | Pi Songhee                               | Papel de apoio                                              |
| 2014 | Mother's Garden                | Na Hyerin                                |                                                             |
| 2015 | Who Are You: School 2015       | Cho Haena                                | Papel regular                                               |
| 2017 | Circle                         | Secretary Shin                           |                                                             |
| 2019 | When the Devil Calls Your Name | Joo Ra-in                                |                                                             |
| 2019 | Queen: Love and War            | Kim Song-yi                              |                                                             |
| 2021 | Monthly Magazine Home          | Yook Mi-ra                               |                                                             |
| 2021 | One the Woman                  | Kim Eun-jung / Kang Mi-na (pós-cirurgia) |                                                             |

### Programas de variedades
| Ano  | Título                               | Nota                      |
| ---- | ------------------------------------ | ------------------------- |
| 2012 | Weekly Idol                          | com Hello Venus e NU'EST  |
| 2012 | KBS Joy's Hug                        |                           |
| 2012 | Hello Counselor                      |                           |
| 2012 | MTV Wonder Boy                       | com Boyfriend             |
| 2012 | Tooniverse's Superhero               |                           |
| 2013 | MBC Idol Star Athletics Championship | com After School e NU'EST |
| 2013 | Weekly Idol                          |                           |
| 2013 | Idol Gayo Stage                      |                           |
| 2013 | Beatles Code 2                       | com Nara                  |

### Reality shows
| Ano  | Título         | Notas      |
| ---- | -------------- | ---------- |
| 2012 | Birth of Venus |            |
| 2013 | SBS MTV Diary  | com NU'EST |